# Thomas Kemmerich
Thomas Kemmerich (* 20. února 1965 Cáchy) je německý politik za Svobodnou demokratickou stranu (FDP), od roku 2015 zemský předseda této strany v Durynsku a od 5. února do 4. března 2020 premiér Durynska. Na funkci se rozhodl během několika dní rezignovat po masivní kritice, že o jeho zvolení rozhodly hlasy pro většinu společnosti nepřijatelné Alternativy pro Německo.
Po zemských volbách v Durynsku na podzim 2019 se tamní strany ocitly v patové situaci, protože Alternativa pro Německo (AfD) a Levice získaly dohromady přes polovinu mandátů, tedy většinová koalice by vyžadovala účast alespoň jedné z nich. Přitom spolupráci s AfD předem vyloučily všechny ostatní strany a spolupráci s Levicí vyloučily všechny nelevicové strany, které přitom mají v parlamentu většinu. Volba premiéra durynským zemským sněmem proběhla ve třech kolech; v prvních dvou kandidoval dosavadní premiér Bodo Ramelow s podporou Levice, Sociálnědemokratické strany Německa (SPD) a Zelených a proti němu bezpartijní Christoph Kindervater nominovaný AfD. Ani jeden nezískal potřebnou většinu hlasů. Do třetího kola se jako kandidát přidal Kemmerich. Pro něj hlasovali zřejmě poslanci Křesťanskodemokratické unie (CDU), jeho vlastní FDP a poměrně překvapivě i poslanci za AfD (kteří tedy nehlasovali pro svého vlastního kandidáta). Kemmerich tak volbu s 45 hlasy vyhrál.
Thomas Kemmerich je ženatý a má šest dětí.

## Galerie

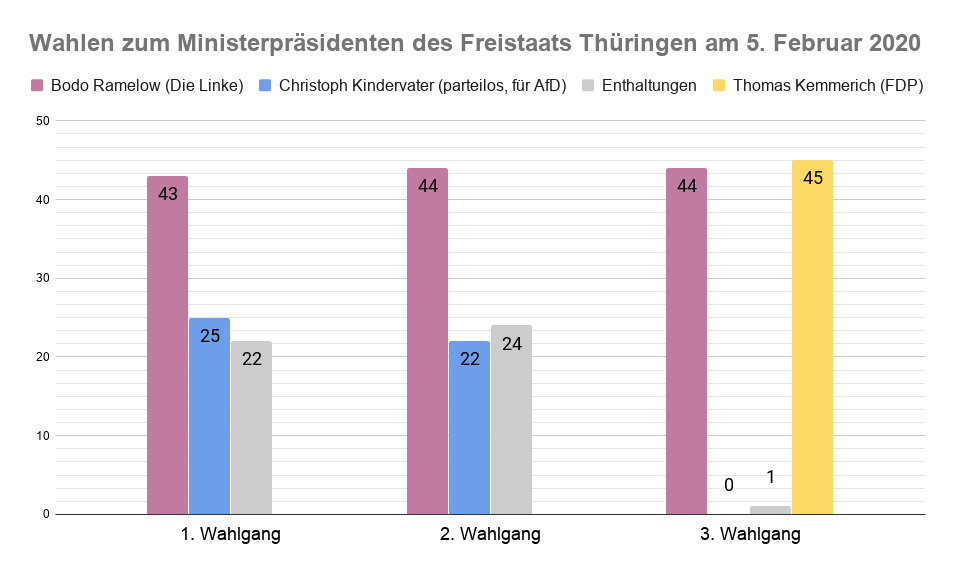
Tři kola volby durynského premiéra 5. února 2020